# My Mistakes Were Made for You
My Mistakes Were Made for You è il terzo singolo pubblicato dai The Last Shadow Puppets. È uscito il 20 ottobre 2008 nel Regno Unito distribuito dalla Domino Records.

## Video
Il video della canzone è stato girato dal regista Richard Ayoade e ha come protagonisti Alex Turner in compagnia di Alexa Chung (all'epoca sua compagna) in una macchina dalla quale si allontanerà per incontrare e Miles Kane e concludere la canzone sotto un chiosco.
Questo videoclip vincerà il premio di "best video" agli NME Awards del 2009.

## Classifiche
| Chart (2008)           | Peak position |
| ---------------------- | ------------- |
| France Singles Top 100 | 64            |

## Tracce
Tutte le canzoni sono state scritte da Alex Turner e Miles Kane.

### CD
- "My Mistakes Were Made for You" (3:04)
- "Separate and Ever Deadly" (live) (2:58)
- "My Little Red Book"  cover di David/Bacharach (live)  (2:42)

### 7"
RUG309
- "My Mistakes Were Made for You" (3:04)
- "Paris Summer"  cover di Hazlewood (live)  (3:38)

RUG309X
- "My Mistakes Were Made for You" (3:04)
- "Separate and Ever Deadly" (live) (2:58)

### EP
- "My Mistakes Were Made for You" (3:04)
- "Paris Summer"  cover di Hazlewood (live)  (3:38) con la partecipazione di Alison Mosshart
- "My Little Red Book"  cover di David/Bacharach (live)  (2:42)
- "The Age of the Understatement" (acustica)
- "Standing Next to Me" (acustica)
- "The Meeting Place" (acustica)
- "My Mistakes Were Made for You" (acustica)